# Black Mountain College
El Black Mountain College fue una universidad fundada en 1933 cerca de Asheville (Carolina del Norte). El College usaba un nuevo sistema en los Estados Unidos en el cual el estudio del arte era el núcleo de la educación. Asimismo, los principios de John Dewey también jugaron un papel importante en el sistema de la universidad. A pesar de la fama que alcanzó durante su existencia, la universidad fue cerrada luego de 24 años en 1957.

## Historia
El BMC fue fundado en 1933 por John Andrew Rice, Theodore Dreier y otros miembros de la facultad del Rollins College. Black Mountain fue creada como una universidad experimental que ofrecía una educación interdisciplinaria, lo que atrajo a varios artistas, poetas y diseñadores que se convirtieron en profesores del College.
Operando en un área rural relativamente aislada y con un bajo presupuesto, el BMC inculcaba un espíritu colaborativo e informal y durante su existencia atrajo a muchos profesores distinguidos. Por ejemplo, Richard Buckminster Fuller, junto al estudiante Kenneth Snelson, desarrolló la primera cúpula geodésica en el patio trasero del campus. Asimismo, Merce Cunningham fundó su compañía de danza en la universidad.
Durante sus primeros ocho años de existencia, la universidad usaba los edificios del YMCA Blue Ridge Assembly al sur de Black Mountain (Carolina del Norte). En 1941, la universidad se trasladó a sus propias instalaciones construidas junto al Lago Eden y permaneció allí hasta su cierre en 1956. Posteriormente, la propiedad fue vendida y convertida en un campamento de verano para niños cristianos (Camp Rockmont). Asimismo, los terrenos albergaron el Black Mountain Festival y el Lake Eden Arts Festival. Algunos de los edificios todavía siguen usándose como residencias e instalaciones administrativas.

## Facultad y alumnos
Algunos de los profesores famosos que enseñaron en el BMC fueron: Josef Albers, Anni Albers, Eric Bentley, Alfred Kazin, John Cage, Harry Callahan, Robert Creeley, Merce Cunningham, Max Dehn, Willem de Kooning, Elaine de Kooning, Richard Buckminster Fuller, Walter Gropius, Lou Harrison, Franz Kline, Jacob Lawrence, Richard Lippold, Charles Olson, Ben Shahn, Aaron Siskind, Theodoros Stamos, Jack Tworkov y Robert Motherwell.

### Graduados famosos
- Ruth Asawa
- Fielding Dawson
- Ed Dorn
- James Leo Herlihy
- Jane Mayhall
- Michael Rumaker
- Michael Rumaker
- Dorothea Rockburne
- Susan Weil
- John Chamberlain
- Ray Johnson
- Kenneth Noland
- Joel Oppenheimer
- Arthur Penn
- Charles Perrow
- Jonathan Williams
- Robert De Niro, Sr.
- Cy Twombly
- Kenneth Snelson
- Stan Vanderbeek
- Vera Williams
- Robert Raushenberg

### Poetas de Black Mountain
Varios poetas vanguardistas (posteriormente conocidos como los poetas de Black Mountain) pasaron por la escuela durante su existencia. Algunos de estos poetas fueron Charles Olson, Robert Duncan, Denise Levertov, Jonathan Williams, Ed Dorn y Robert Creeley. Creeley fue contratado como profesor y también como editor del Black Mountain Review en 1955. Cuando abandonó la institución dos años más tarde, se mudó a San Francisco y se convirtió en el enlace entre los poetas de Black Mountain y los poetas del San Francisco Renaissance. A través de Allen Ginsberg, también se creó un enlace con los escritores de la generación beat de Greenwich Village.